# 中央市立玉穂中学校
中央市立玉穂中学校（ちゅうおうしりつたまほちゅうがっこう）は、山梨県中央市にある公立の中学校である。2006年（平成18年）2月20日の田富町、玉穂町、豊富村との合併に伴い、「玉穂町立玉穂中学校」から「中央市立玉穂中学校」へ改称。

## 概要
山梨県中央市の公立中学校であり、1987年（昭和62年）に開校した。
現在のクラス数は各学年4クラスである。
在学生は、玉穂地区（旧 玉穂町）と豊富地区（旧豊富村）に居住する生徒である

## 所在地
〒409-3821
山梨県中央市下河東180
- 最寄駅 JR身延線 小井川駅
- 最寄バス停 中央市コミュニティバス 「パンセ入口」バス停

## 沿革
- 1987年（昭和62年） - 開校（甲府市・玉穂町中学校組合立城南中学校から独立し）
- 1996年（平成8年） - 校舎増築
- 2007年（平成19年） - 大規模改造（各階にラーニングルーム付き教室や相談室,コンピュータールーム,クラブハウス併設の体育館や武道場など、先進的教育施設を完備）

## 学校行事
- 学園祭

文化祭、体育祭を行う。
- 強歩大会

12kmを走る
毎年11月上旬に行われる。

## 部活動
玉穂中学校の部活動は、全員入部制をとっている。
- 運動部は、剣道部、サッカー部、陸上部、野球部、バスケットボール部、バレー部、テニス部（男子のみ）、ソフトテニス部（女子のみ）がある。
- 文化部は、文芸部、吹奏楽部、パソコン部がある。

## 学校周辺
- 中央市立三村小学校
- 中央市立玉穂南小学校

## 関係項目
- 山梨県/中央市
- 山梨県中学校一覧